# Confederação Francesa Democrática do Trabalho
A Confederação Francesa Democrática do Trabalho (em francês, Confédération française démocratique du travail, CFDT) é uma confederação interprofissional de sindicatos franceses, a primeira em número de filiados (mais de 810.000), a segunda em número de votos, tanto nas eleições profissionais como nas eleições do Conseil des prud'hommes.
A CFDT está entre as cinco confederações sindicais de trabalhadores consideradas representativas pelo Estado, conforme portaria de 30 de março de 1966, e é membro da Confederação Sindical Internacional (CSI).